# لوليتا شاماه
 لوليتا شاماه (مواليد 1 أكتوبر 1983) ممثلة فرنسية، ظهرت في الكثير من الأعمال السينمائية منذ عام 1988، هي ابنة رونالد شاماه و الممثلة الفرنسية  إيزابيل أوبير.

## روابط خارجية
- لوليتا شاماه على موقع IMDb (الإنجليزية)
- لوليتا شاماه على موقع ألو سيني (الفرنسية)
- لوليتا شاماه على موقع ميوزك برينز (الإنجليزية)
- لوليتا شاماه على موقع أول موفي (الإنجليزية)
- لوليتا شاماه على موقع قاعدة بيانات الأفلام السويدية (السويدية)
- لوليتا شاماه على موقع قاعدة بيانات الفيلم (الإنجليزية)
- لوليتا شاماه على موقع كينوبويسك (الروسية)